# John Singleton
John Daniel Singleton (6. ledna 1968 Los Angeles – 28. dubna 2019 Los Angeles) byl americký režisér, scenárista a producent. Díky svému debutovému filmu Chlapci ze sousedství, který režíroval, se stal prvním Afroameričanem a zároveň nejmladším člověkem (24 let), který byl nominovaný na ocenění Oscar za nejlepší režii.
V roce 2000 natočil remake stejnojmenného seriálu ze 70. let Drsnej Shaft se Samuelem L. Jacksonem. Dále natočil několik snímků, ve kterých většinou hraje jednu z hlavních postav Tyrese Gibson – Tvrďák (2001), Rychle a zběsile 2 (2003) a Čtyři bratři (2005). V roce 2006 vyhrál USC's Mary Pickford Alumni Award. Spoluvytvářel televizní kriminální drama Snowfall a režíroval epizody pořadů jako Empire, The People v. O.J. Simpson: American Crime Story. V roce 1991 také režíroval klip pro píseň Michaela Jacksona s názvem „Remember The Time“.
V 17. dubna 2019 utrpěl mrtvici a upadl do kómatu, pár dní poté byl odpojen od přístrojů a 28. dubna ve věku 51 let zemřel.